# تفشي فيروس ماربورغ في رواندا
تم الإبلاغ عن أول فاشية لمرض فيروس ماربورغ (MVD) في رواندا من قِبل منظمة الصحة العالمية في 28 أيلول/سبتمبر 2024. وتعد هذه الفاشية واحدة من أكبر فاشيات فيروس ماربورغ التي تم توثيقها على الإطلاق. وكانت معظم الحالات للعاملين في مجال الرعاية الصحية، وخاصة أولئك الذين يعملون في وحدات العناية المركزة. تم الإبلاغ عن حالات في سبع مقاطعات من أصل 30 مقاطعة، وسجلت ثلاث مناطق في مقاطعة كيغالي أكبر عدد من الحالات. اعتبارًا من 26 أكتوبر 2024، تم تسجيل 66 حالة مؤكدة و15 حالة وفاة.